# Alexandra Simons de Ridder
Alexandra Simons de Ridder (n. 29 octombrie 1963, Köln, RFG) este o sportivă germană, medaliată olimpică. A participat la o ediție a Jocurilor Olimpice (2000) în care a câștigat o medalie de aur.

## Participări
Lista de mai jos prezintă principalele competiții la care a participat Alexandra Simons de Ridder de-a lungul carierei.
- equestrian at the 2000 Summer Olympics – team dressage[*]